# No Guts. No Glory.
No Guts. No Glory. es el segundo álbum de estudio de la banda de hard rock australiana Airbourne desde el debut en 2007 de Runnin' Wild. El álbum fue lanzado el 8 de marzo de 2010, en Europa, Canadá, Japón y Australia y el 20 de abril de 2010 en los Estados Unidos. El primer sencillo del disco es "No Way But The Hard Way", y fue disponible en iTunes el 9 de febrero de 2010. El segundo sencillo del álbum fue "Blonde, Bad And Beautiful", y luego le siguió "Bottom Of The Well".

## Lista de canciones
Todas las canciones escritas y compuestas por Joel O'Keeffe y Ryan O'Keeffe
1. "Born To Kill" - 3:39
2. "No Way But The Hard Way" - 3:34
3. "Blonde, Bad And Beautiful" - 3:49
4. "Raise The Flag" - 3:32
5. "Bottom Of The Well" - 4:29
6. "White Line Fever" - 3:10
7. "It Ain't Over Till It's Over" - 3:17
8. "Steel Town" - 3:08
9. "Chewin' The Fat" - 3:11
10. "Get Busy Livin'" - 3:36
11. "Armed And Dangerous" - 4:12
12. "Overdrive" - 3:22
13. "Back On The Bottle" - 3:50

### Special Edition bonus tracks
1. "Loaded Gun" - 2:51
2. "My Dynamite Will Blow You Sky High" - 3:24
3. "Rattle Your Bones" - 2:36
4. "Kickin' It Old School" - 2:37
5. "Devil's Child" - 2:12

- Una canción llamada "You Don't Fool Me" iba a ser incluida en el Bonus Track, pero finalmente no fue incluida. Más tarde, la canción se lanzó de forma independiente.

## Miembros
- Joel O'Keeffe - Vocalista, guitarra líder, teclado
- David Roads - Guitarra rítmica, coros
- Justin Street - Bajo, coro
- Ryan O'Keeffe - Batería

- Datos: Q1531788